# Ponga, Asturias
Ponga là một đô thị trong cộng đồng tự trị của tỉnh Asturias, Tây Ban Nha.